# グアイオール
グアイオール または カンパコール は、いくつかの植物、特にユソウボクやcypress pineの精油に含まれるセスキテルペノイドアルコールである。結晶性の固体で融点は92℃。

## 反応
グアイオールを求電子性の臭素試薬で処理すると濃紫色となる。